# Heteropsylla huasachae
Heteropsylla huasachae är en insektsart som beskrevs av Caldwell 1941. Heteropsylla huasachae ingår i släktet Heteropsylla och familjen rundbladloppor. Inga underarter finns listade i Catalogue of Life.